# Ataque Escampe
Ataque Escampe är ett galicisk alternativrockband från Santiago de Compostela som grundades 2001. Sedan 2006 har bandet en regelbunden aktivitet.

## Diskografi

### Album
- 2007 – Ed Wood e a invasión dos paraugas asasinos (A Regueifa)
- 2008 – Galicia es una mierda (A Regueifa)
- 2009 – Galicia es una fiesta (A Regueifa)
- 2009 – A grande evasión (A Regueifa)
- 2011 – Violentos anos dez (A Regueifa)
- 2012 – Noites de agosto con Ataque Escampe (Discos da Máquina)
- 2014 – O disco vermello (Discos da Máquina)
- 2017 – Primeiros bicos (Discos da Máquina)